# La Boissière (Calvados)
La Boissière ist eine französische Gemeinde mit 188 Einwohnern (Stand 1. Januar 2022) im Département Calvados in der Region Normandie. Sie gehört zum Arrondissement Lisieux und zum Kanton Mézidon Vallée d’Auge.

## Geographie
Die Gemeinde liegt in der Naturlandschaft des Pays d’Auge, rund sieben Kilometer westlich des Stadtzentrums von Lisieux. Sie grenzt im Norden an Le Pré-d’Auge, im Osten an Saint-Pierre-des-Ifs, im Süden an Les Monceaux und im Westen an La Houblonnière.
Knapp südlich des Gemeindegebietes verläuft die Bahnstrecke Mantes-la-Jolie–Cherbourg mit dem Tunnel La Motte.

## Bevölkerungsentwicklung
| Jahr | Einwohner |
| ---- | --------- |
| 1962 | 089       |
| 1968 | 085       |
| 1975 | 098       |
| 1982 | 111       |
| 1990 | 118       |
| 1999 | 121       |
| 2008 | 163       |
| 2015 | 194       |

## Sehenswürdigkeiten
- Kirche Notre-Dame aus dem 12. Jahrhundert

## Persönlichkeiten
- Pierre Lambert de la Motte (1624–1679), römisch-katholischer Missionsbischof